# Communauté rurale de Koul
Pour les articles homonymes, voir Koul.
La commune de Koul est une communauté rurale du Sénégal située à l'ouest du pays. 
Elle fait partie de l'arrondissement de Mérina Dakhar, du département de Tivaouane et de la région de Thiès.